# Asturias (F-74)
La fragata Asturias (F-74) fue una fragata de la Armada Española de la Clase Baleares, que estuvo en servicio en la armada desde 1976 hasta 2009. Fue la última de su clase en ser retirada del servicio activo.

## Desarrollo del proyecto

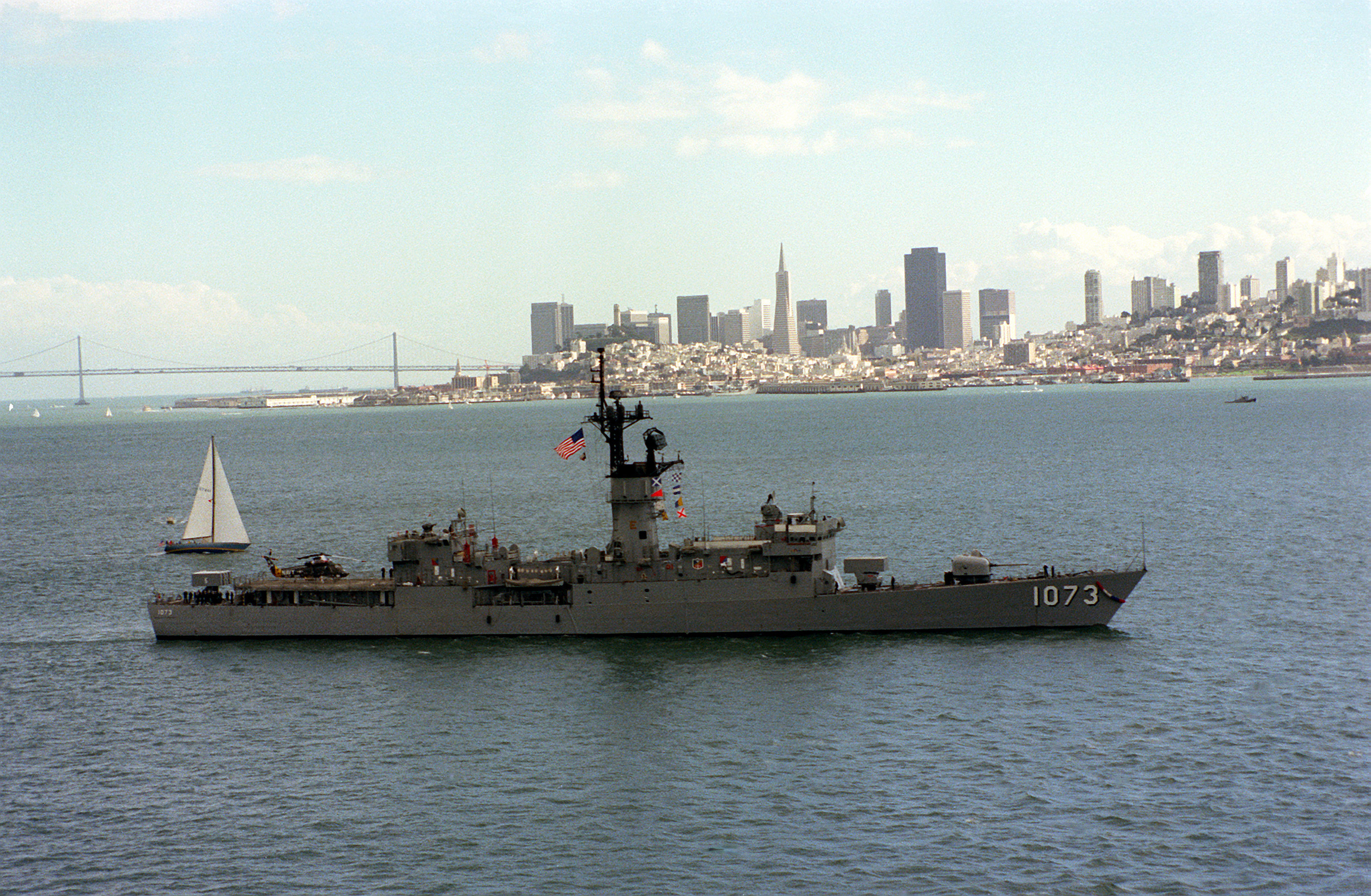
Una fragata estadounidense de la Clase Knox en la que se basó el diseño de la clase Baleares. El buque es el USS Robert E. Peary (FF-1073). Imagen de 1981.

A finales de los años 60, la Armada española dispuso por fin de unos presupuestos algo más desahogados, que le permitieron comenzar a planear la construcción de nuevos buques. A raíz de estas disposiciones, se redactó un Plan Naval, que, en su primera fase, preveía la construcción de los primeros escoltas lanzamisiles de la Armada.
Inicialmente, se pensó en buques de tecnología británica, en concreto de la clase Leander, siguiendo la tendencia establecida en los años 20 y 30 de construir en España buques de diseño británico, adaptándolos a las necesidades de la Armada. Sin embargo, el gobierno laborista de la época no veía con buenos ojos al régimen de Franco, por lo que vetó la operación.
Ante esta tesitura, la Armada volvió sus miras al otro lado del Atlántico, estableciendo contactos con la US Navy para seleccionar un proyecto que permitiese la construcción de la nueva clase de escoltas.
Finalmente, se decidió utilizar como base del proyecto las fragatas antisubmarinas clase Knox. Sin embargo, los requerimientos españoles eran diferentes de los estadounidenses, ya que la Armada necesitaba un buque con capacidad multipropósito en vez de un buque puramente antisubmarino. Por esta razón, se decidió eliminar el hangar y reducir al mínimo la plataforma de vuelo para un helicóptero ligero de las Knox y situar en su lugar un lanzador de misiles antiaéreos de zona Standard SM-1 MR. También se decidió instalar montajes cuádruples de misiles antisuperficie Harpoon y se montó un radar tridimensional aéreo AN/SPS-52B, para aumentar la capacidad de detección de aeronaves.
Gracias a estas modificaciones, la Armada obtuvo a un coste moderado un buque con gran capacidad antiaérea, antisubmarina y antisuperficie, especialmente tras la modernización de finales de los años 80, en la cual se instalaron un par de montajes de defensa puntual Meroka y se mejoró la electrónica y el sistema de combate. La única pega que se les pueda poner es la debilidad de su sistema de propulsión y la imposibilidad de operar con helicópteros, salvo los pequeños Hughes 369 ASW, los únicos de la Armada que podían operar en su reducida cubierta de vuelo, aunque al no contar con un hangar se trataba de aeronaves destacadas temporalmente desde otros buques, en especial el Dédalo (R-01).

## Historial

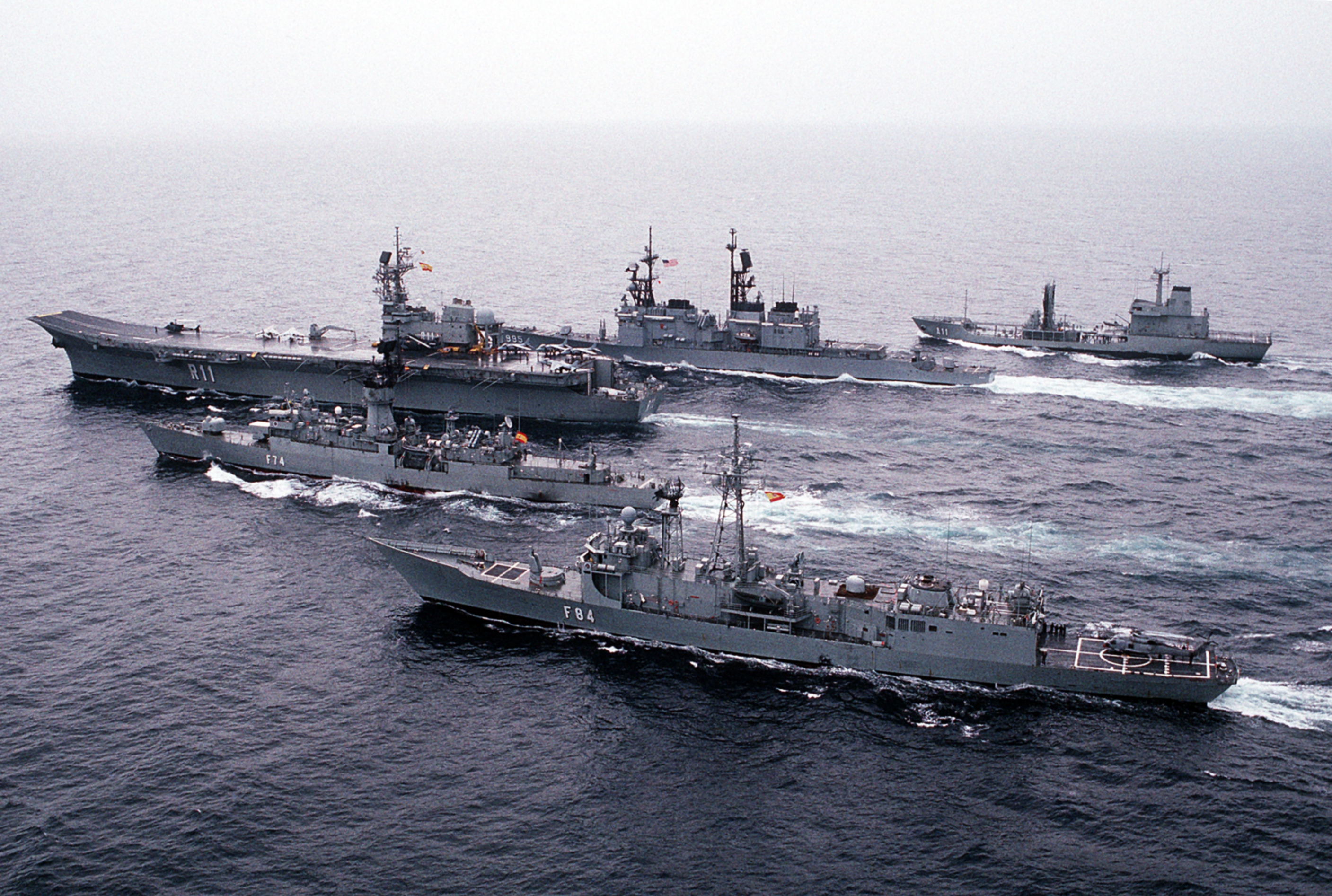
Grupo de batalla formado por el Príncipe de Asturias (R11), Marqués de la Ensenada (A-11), Asturias (F-74), Reina Sofía (F84) y USS Scott (DDG-995). Año 1992.

El buque fue botado el 13 de mayo de 1972 y fue dado de alta en la armada el  2 de diciembre de 1975.
Desde noviembre de 1978, se integró en el grupo de escolta del Dédalo, con los que participó en los ejercicios ARDEX-78, consistentes en un asalto anfibio a la playa de Carboneras.
En enero de 1980, escoltada por el destructor Almirante Valdés, trasladó desde Roma a Cartagena los Restos mortales de Alfonso XIII.
En 1987, el príncipe de Asturias, Felipe de Borbón y Grecia, realizó a bordo sus prácticas como Guardiamarina dentro de su formación militar.
Fue el primer buque de la Armada Española en integrarse en una fuerza naval permanente de la OTAN, entre los meses de mayo y julio de 1990
En 1991, patrulló en el Mar Rojo durante la primera guerra del Golfo. y a partir de 1993, participó en las operaciones de embargo marítimo sobre Serbia y Montenegro. En 1998 fue el primer buque de la Armada en participar en la campaña de la guerra de Kosovo, cuya misión era patrullar aguas del Mar Adriático. La Asturias que se encontraba realizando una STANAVFORLANT y atracada en Lisboa, partió para incorporarse a la STANAVFORMED es su labores de patrulla.   En el año 2003, participó en la operación Active Endeavour en la que dio escolta a buques en el Estrecho de Gibraltar
En abril de 2005, participó en los ejercicios 'Ninfa 2005' junto a la francesa ligera Germinal (F 735), de clase Floreal, y las portuguesas NRP Alvares Cabral (F 331), de la clase Vasco da Gama y NRP Sacadura Cabral (F 483), de clase João Belo

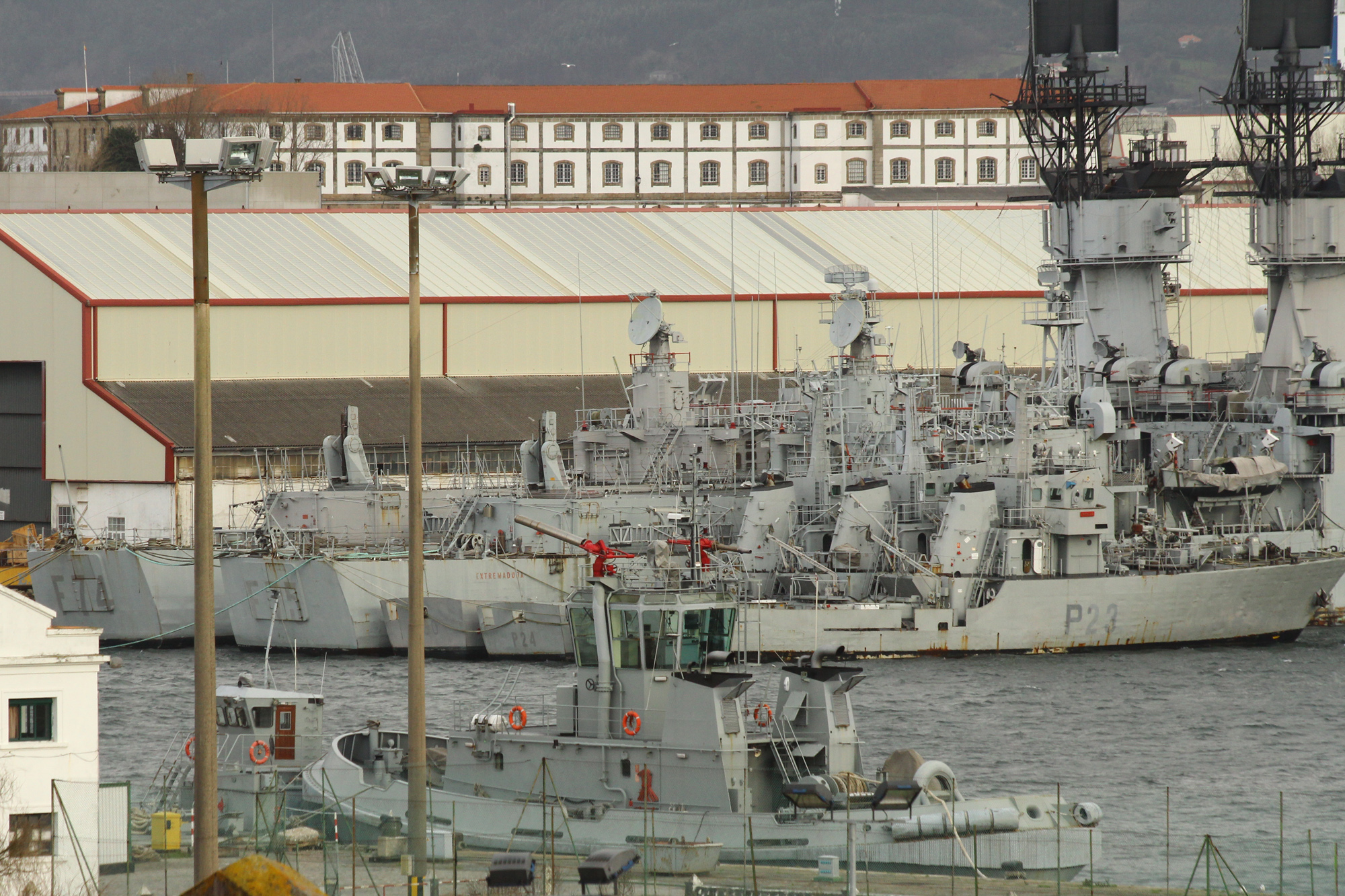
La Asturias, la Extremadura y varios patrulleros clase Anaga, ya dados de baja, en Ferrol en 2013.

Desde la explosión de una caldera de la fragata de su misma clase, Extremadura (F-75) en diciembre de 2005, que provocó la muerte de un cabo 1º y un marinero, permaneció en actividad restringida, sin prácticamente salir a navegar, aunque siguiera perteneciendo a la 31.ª Escuadrilla de Escoltas junto con las modernas fragatas de la clase Álvaro de Bazán, hasta que se vio excluida del LOBA de 2009 a pesar de estar de aún de alta, finalmente, fue dada de baja el 30 de junio de 2009 después de navegar en tres décadas unas 565.399 millas en 3.835 días de mar.
Varias ciudades manifestaron su interés por utilizar el buque como museo,
y un numeroso grupo de amigos del mar y antiguos miembros de la dotación de la fragata Asturias, formaron un grupo en Facebook para apoyar dichas iniciativas. El 29 de enero de 2010 se celebró la asamblea constituyente de la Asociación Pro-Museo Fragata Asturias.
No obstante, en 2016 el buque fue finalmente subastado para su desguace y adjudicado junto a la Extremadura a la empresa de Lorquí (Murcia) Desguaces París por 1,5 millones de Euros, la cual decidió proceder a su desguace en Turquía.

### Buques de la clase
- Baleares (F-71)
- Andalucía (F-72)
- Cataluña (F-73)
- Extremadura (F-75)

### Buques similares
- Clase Knox